# Этшебар
Этшеба́р (фр. Etchebar) — коммуна во Франции, находится в регионе Аквитания. Департамент — Атлантические Пиренеи. Входит в состав кантона Монтань-Баск. Округ коммуны — Олорон-Сент-Мари.
Код INSEE коммуны — 64222.

## География

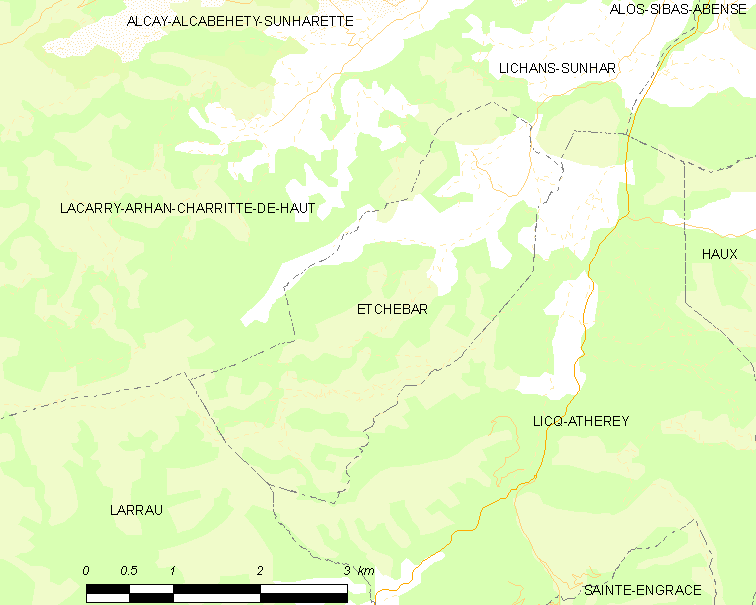
Карта коммуны

Коммуна расположена приблизительно в 690 км к югу от Парижа, в 200 км южнее Бордо, в 50 км к юго-западу от По.

### Климат
Климат тёплый океанический. Зима мягкая, средняя температура января — от +5°С до +13°С, температуры ниже −10 °C бывают редко. Снег выпадает около 15 дней в году с ноября по апрель. Максимальная температура летом порядка 20-30 °C, выше 35 °C бывает очень редко. Количество осадков высокое, порядка 1100 мм в год. Характерна безветренная погода, сильные ветры очень редки.

## Население
Население коммуны на 2010 год составляло 66 человек.
| 1962 | 1968 | 1975 | 1982 | 1990 | 1999 | 2010 |
| ---- | ---- | ---- | ---- | ---- | ---- | ---- |
| 114  | 101  | 100  | 93   | 85   | 63   | 66   |

## Администрация
| Период | Период | Фамилия         | Партия | Примечания |
| ------ | ------ | --------------- | ------ | ---------- |
| 1995   | 2001   | Пьер Рекаль     |        |            |
| 2001   | 2020   | Натали Иригуаэн |        |            |

## Экономика
В 2010 году среди 42 человек трудоспособного возраста (15-64 лет) 33 были экономически активными, 9 — неактивными (показатель активности — 78,6 %, в 1999 году было 62,5 %). Из 33 активных жителей работали 29 человек (17 мужчин и 12 женщин), безработных было 4 (4 мужчины и 0 женщин). Среди 9 неактивных 1 человек был учеником или студентом, 4 — пенсионерами, 4 были неактивными по другим причинам.

## Фотогалерея

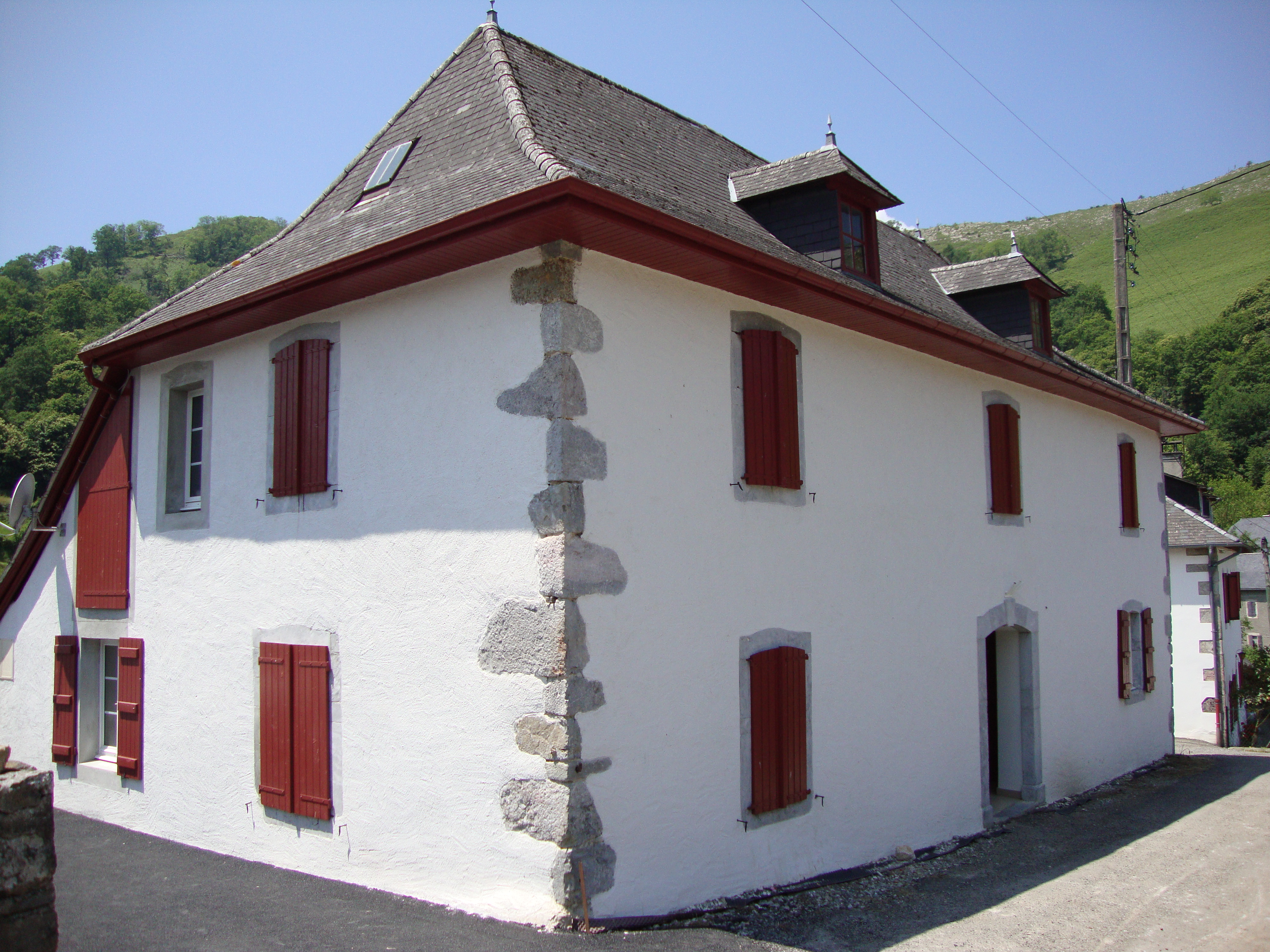
Мэрия
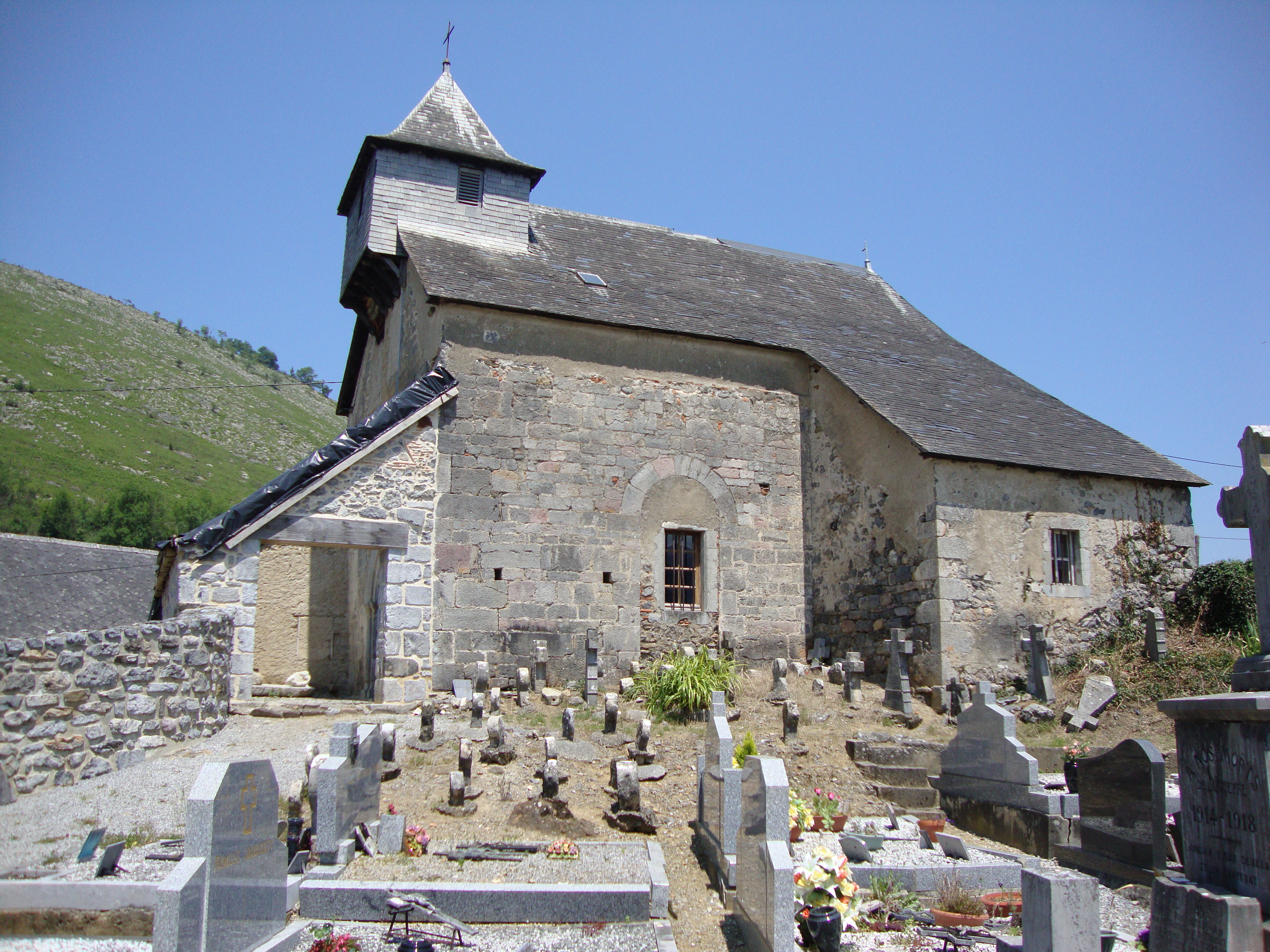
Церковь и кладбище
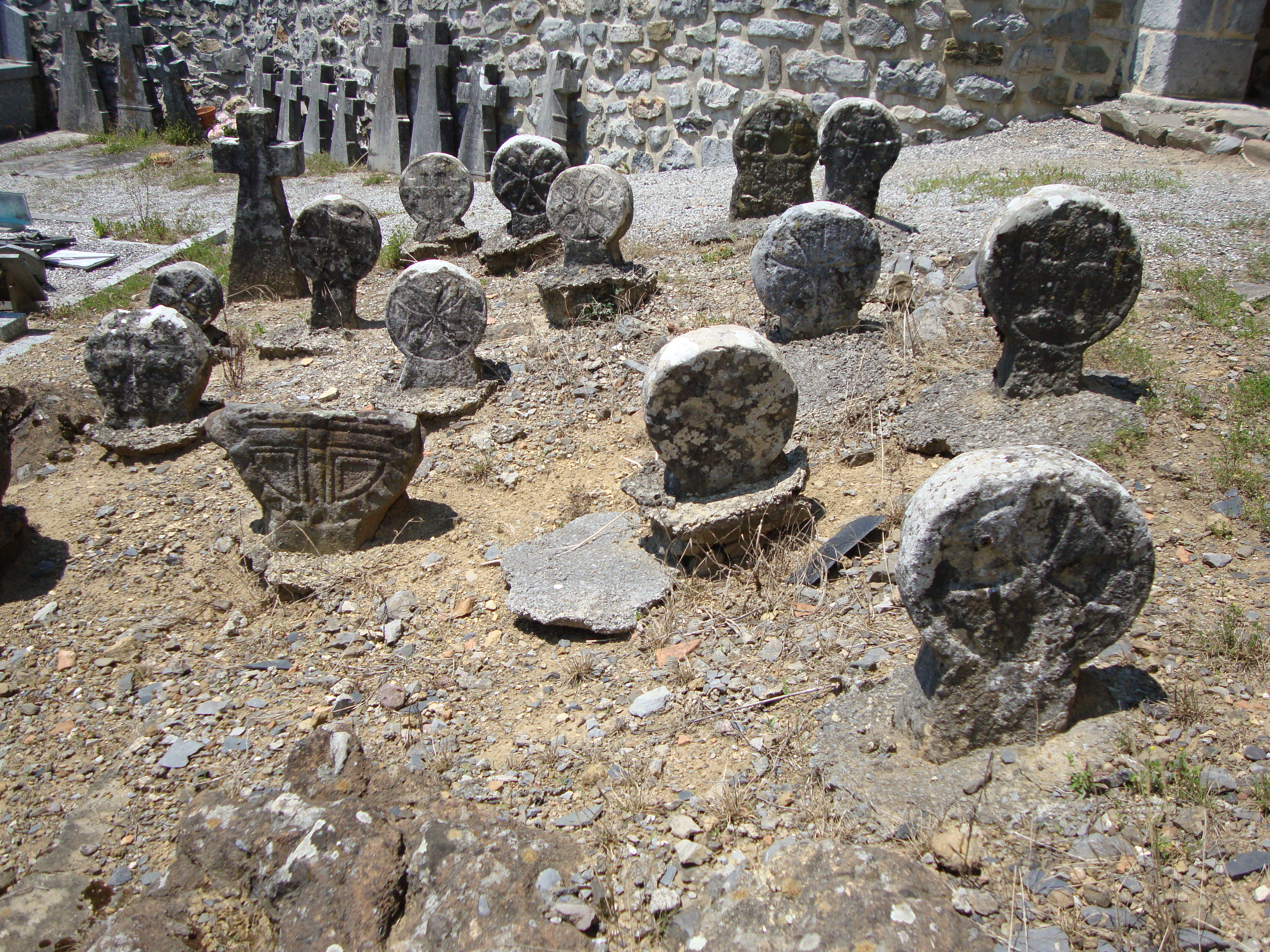
Баскские стелы
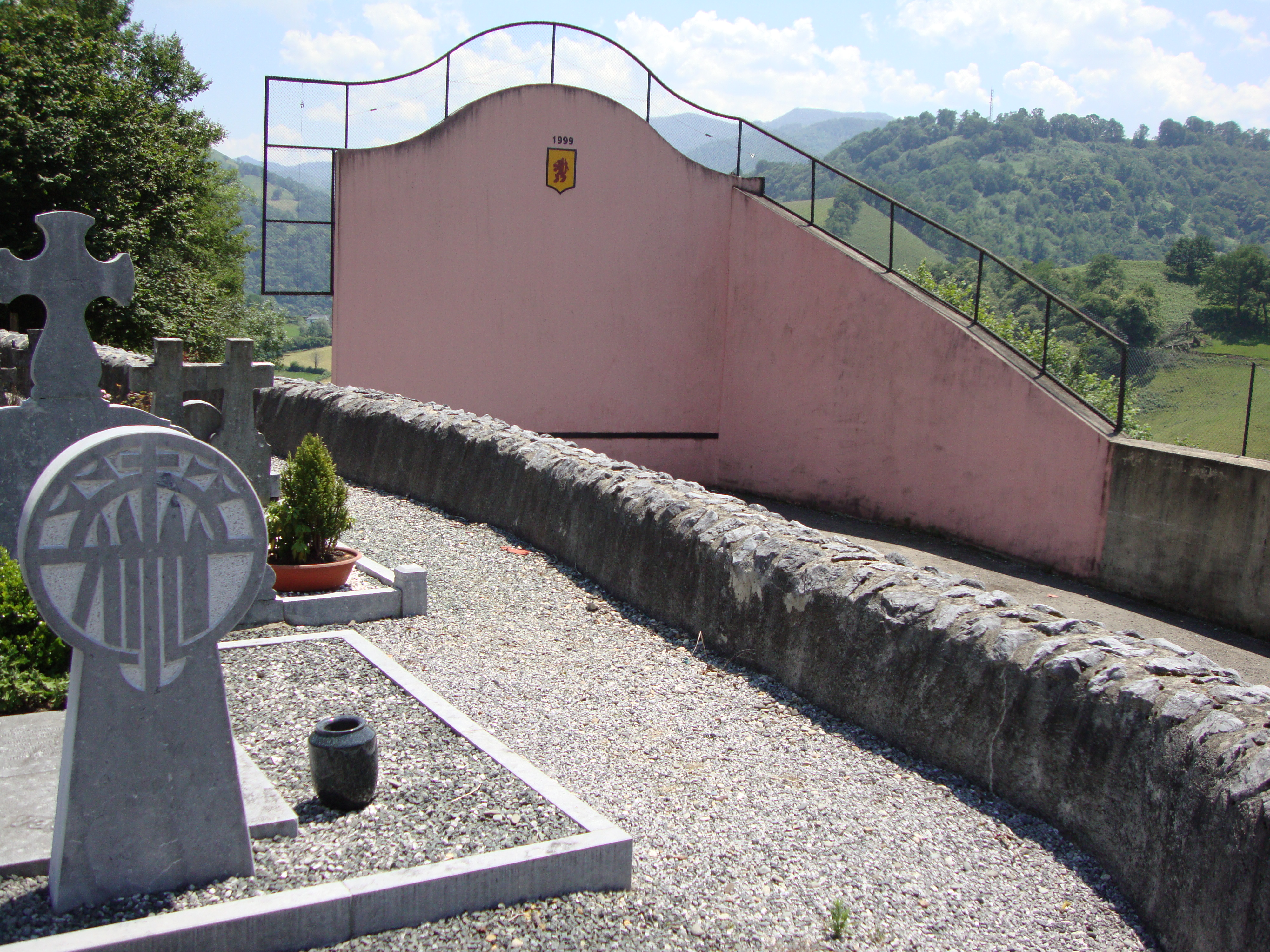
Фронтон (площадка для игры в пелоту)